# Тигранова, Ирина Георгиевна
Ири́на Гео́ргиевна Тигра́нова (арм. Իրինա Գևորգի Տիգրանյան; 19 марта 1936, Ленинград — 17 марта 2011, Ереван) — советский и армянский музыковед, профессор Ереванской государственной консерватории, дочь Георгия Тигранова, супруга Народного артиста СССР, композитора Авета Тертеряна, исследовательница творчества Арама Хачатуряна.

## Биография
С 1959 года работала лектором Армянской филармонии.
В 1960 году окончила Ереванскую государственную консерваторию по классу фортепиано.
В 1961 году окончила Ереванскую государственную консерваторию по классу теории музыки.
В 1969 году окончила аспирантуру Института искусств АН Армении.
С 1969 года преподавала в Ереванской государственной консерватории.
В 1970 году защитила диссертацию по теме «Творчество А. Хачатуряна».
Выступала с докладами и сообщениями в Москве, Ленинграде, Киеве, Тбилиси, Баку, Екатеринбурге и других городах.
Похоронена в Ереване на Тохмахском кладбище рядом с могилой супруга.

## Музыковедческие труды
Ирина Георгиевна Тигранова — автор многочисленных статей, очерков, рецензий, докладов, в том числе:
- Об одной особенности стиля А. И. Хачатуряна (Вестник общественных наук АН АрмССР. — Ереван, 1970, № 1) (арм.),
- О лирическом в балете «Гаянэ» (в сб.: Арам Хачатурян. — АН АрмССР. Ин-т искусств, 1972),
- Лирические образы в творчестве Арама Хачатуряна. — Ереван, 1973,
- О неделе молодых композиторов Москвы и Еревана («Советакан арвест», 1974, № 12) (арм.),
- Мыслитель и музыкант (Советакан арвест, 1986, № 12) (арм.).